# マニエマ州
マニエマ州（マニエマしゅう、Maniema）は、コンゴ民主共和国の州の一つ。州都はキンドゥ。

## 名称
マニエマとは、バングバング語で森を意味するma-nyuemaに由来する。「人食い」と誤解されたのは、nyama（肉）に由来するとした事から生じた誤りである。

## 地理
総面積は132,250平方キロメートル。東を北キヴ州と南キヴ州、西はサンクル州、北はツォポ州、南はロマミ州とタンガニーカ州にそれぞれ接している。
マニエマ州は内部を7つの郡（Territoire）とキンドゥ市に設けられた3つのコミューンに区分され、人口は250万1450人。

### 郡
- カバンバレ（Kabambare）
- カイロ（Kailo）
- カソンゴ（Kasongo）
- キボンボ（Kibombo）
- ルブントゥ（Lubutu）
- パンギ（Pangi）
- プニア（Punia）

## 自然
コンゴ川の上流域であり、多数の支流が流れている。森林に恵まれ、市場価値のある原木も豊富であるが乱伐を防ぐため規制の対象となっている。動物も多く、カイロにはロマニ国立公園が構築中であり、これに加えて新たな国立公園を、ルブントゥとツォポ州に及ぶ一帯に設ける計画がある。

## 産業
農林業に適している他、ダイヤモンド等の宝石を始めとする鉱物資源にも恵まれている。